# Megaloproctus castaneus
Megaloproctus castaneus är en stekelart som först beskrevs av Brulle 1846.  Megaloproctus castaneus ingår i släktet Megaloproctus och familjen bracksteklar. Inga underarter finns listade i Catalogue of Life.